# Němčice, Mladá Boleslav
Němčice là một làng thuộc huyện Mladá Boleslav, vùng Středočeský, Cộng hòa Séc.